# Divisió territorial de Catalunya

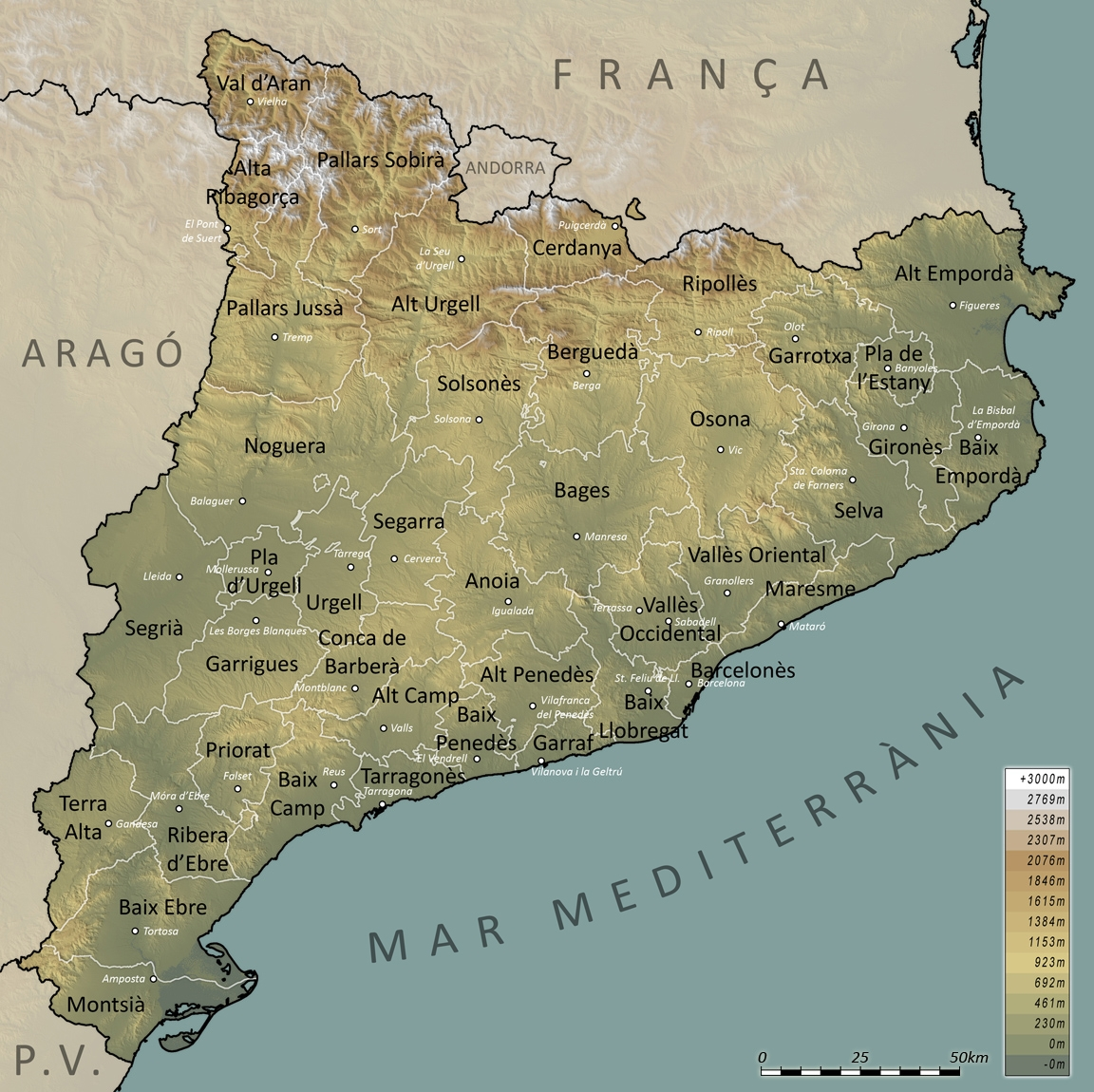
Divisió comarcal de Catalunya
(28 de març 1988 a 15 d'abril 2015)

La divisió territorial de Catalunya està estructurada, segons l'Estatut d'Autonomia de Catalunya de 2006, en municipis i vegueries.
La comarca és un ens local per a la gestió de competències i serveis locals. La vegueria, que assumeix les funcions de les províncies, és la divisió territorial per a l'organització dels serveis de la Generalitat de Catalunya i per al govern intermunicipal de cooperació local.
Barcelona i la Vall d'Aran disposen de règims especials.
Històricament el Principat de Catalunya estava organitzat en vegueries. El 1720, sota el règim borbònic es van canviar per corregiments seguint el model castellà. El 1812, sota el règim napoleònic es van crear departaments segons el model francès. Des del 1833 existeixen les províncies amb dos períodes singulars:
- Entre 1914 i 1925 la Mancomunitat de Catalunya va concentrar les funcions de les diputacions provincials.
- Entre el 1936 i 1939 la Generalitat va estar organitzada en comarques i regions.

A hores d'ara queda pendent el desenvolupament de l'Estatut de 2006 amb la configuració territorial de les vegueries i dels consells de vegueria.

## Divisions històriques

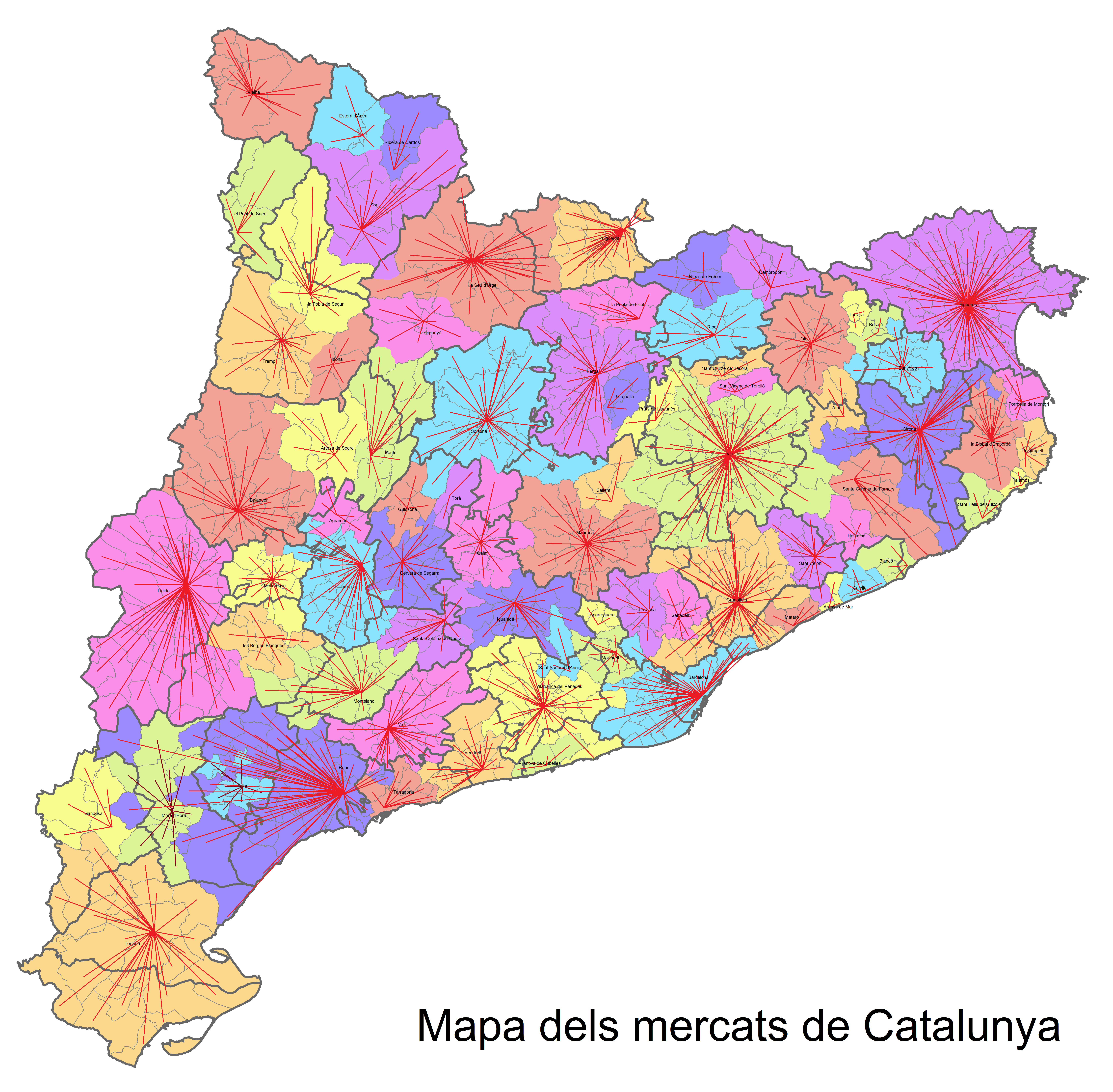
Mapa dels mercats catalans i llur radi d'influència.

El primer precedent històric de divisió territorial són els conventi iurudici o convents jurídics de l'Imperi Romà. El conventus iuridicus Tarraconensis era un dels set convents jurídics de la Tarraconense. Amb capital a Tàrraco comprenia l'actual Principat, sense la Catalunya del Nord inclosa a la província de la Gàl·lia Narbonesa, ni la franja a l'oest del Segre inclosa al conventus de Cesaraugusta. Al sud arribava fins prop de Sagunt.
El conventus estava dividit en civitates, districtes entorn d'una localitat. Plini el Vell cita 42 civitates dins del conventus de Tàrraco. Alguns dels noms es conserven en les actuals comarques: ausetans d'Osona, ceretans de la Cerdanya, etc.
Els visigots van crear divisions eclesiàstiques amb més autoritat que l'administració civil i que a grans trets coincidia amb l'organització territorial romana. Amb la invasió àrab el territori català es va dividir en deu valiats. Els de Tortosa i Lleida van perdurar durant quatre segles. A partir de la conquesta carolíngia, el territori es va anar configurant en diversos comtats.
Acabada la reconquesta a Catalunya, es va consolidar la supremacia del comtat de Barcelona i el seu comte va passar a ser sobirà. Els veguers exercien la delegació del poder reial dins les seves vegueries. En la primera divisió coneguda, del 1304, se n'esmenten divuit, i en l'última del 1720 són quinze amb vuit sotsvegueries.
A partir dels decrets de Nova Planta, el Principat va passar a ser una província dividida en dotze corregiments i un districte: Barcelona, Cervera, Girona, Lleida, Manresa, Mataró, Puigcerdà, Talarn, Tarragona, Tortosa, Vic i Vilafranca del Penedès, més el districte de la Vall d'Aran. La nova divisió es va adaptar a les vegueries suprimint-ne les d'Agramunt, Balaguer, Tàrrega, Camprodon i Montblanc. Les vegueries i sotsvegueries suprimides es van convertir en alcaldies majors. Els corregiments cercaven un equilibri demogràfic més adaptat a la geografia i a la governació militar. La vegueria de Barcelona va quedar fraccionada pel corregiment de Mataró, amb alcaldia major a Granollers, i part del Penedès va passar al corregiment de Tarragona.

## Divisions modernes
Al principi del segle xix es van produir diversos intents de noves divisions territorials.

### Prefectures i departaments
La divisió territorial napoleònica és l'antecedent de la divisió provincial, encara que va ser poc efectiva degut a la guerra del Francès. El 6 de març del 1810, arran dels decrets de Napoleó Bonaparte que preparaven l'annexió a França de territoris espanyols, el governador general de Catalunya, el mariscal Augereau, modificava els corregiments deixant-ne quatre:
- Corregiment de Barcelona, amb sotscorregidors a Manresa i Vic.
- Corregiment de Girona, amb sotscorregidors a Figueres i Olot.
- Corregiment de Reus, que no va arribar a estructurar-se.
- Corregiment de la Seu d'Urgell, que no va arribar a estructurar-se.

El 17 d'abril del 1810 Josep I Bonaparte, com a resposta a les pretensions annexionistes, establia quatre prefectures: Llobregat (Barcelona), Ter (Girona), Cinca i Segre (Lleida) i Ebre (Tarragona). En aquesta divisió s'incorporava la Franja de Ponent i, pel sud, bona part dels Ports i del Baix Maestrat, però no va arribar a ser efectiva.
El 1812 Catalunya s'integra en el Primer Imperi Francès de Napoleó Bonaparte i els corregiments passen a ser departaments francesos:
- Departament de les Boques de l'Ebre, amb seu a Lleida.
- Departament de Montserrat, amb seu a Barcelona
- Departament del Segre, amb seu a Puigcerdà. Incorpora Andorra i perd la Vall d'Aran.
- Departament del Ter, amb seu a Girona

A més del departament dels Pirineus Orientals creat el 1790.

### Províncies

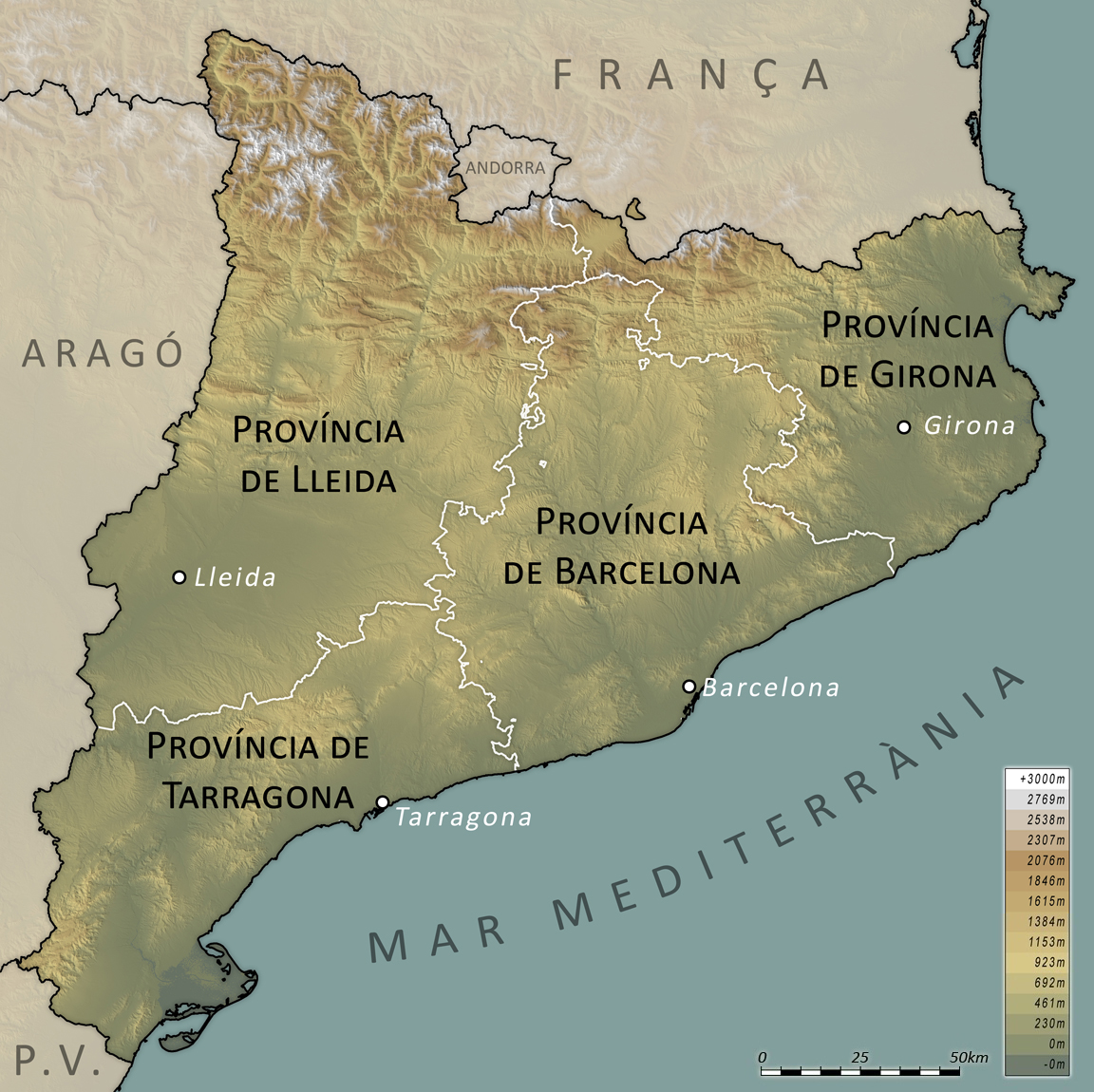
Divisió provincial de Catalunya

Paral·lelament les corts de Cadis aprovaven en un primera proposta la província de Catalunya. El 1813, en una nova proposta, es dividia en tres províncies: dues litorals amb capitals a Barcelona i Tarragona, separades pel riu Llobregat, i una d'interior amb capital a la Seu d'Urgell.
Amb el retorn de Ferran VII el 1814 es va tornar a l'organització administrativa de l'antic règim. Durant el trienni liberal provocat pel motí de Rafael del Riego va ser aprovada, el 1822, una nova divisió provincial anul·lada de nou el 1823. Consistia en les províncies de Catalunya (capital a Barcelona), Girona, Lleida i Tarragona.
Finalment per decret del 30 de novembre de 1833 s'aprovaven les quatre províncies actuals a proposta del ministre Javier de Burgos i per encàrrec de la regent Maria Cristina:
- Província de Barcelona
- Província de Girona
- Província de Lleida
- Província de Tarragona

La falta d'un cens fiable i la pretensió d'adaptar l'organització episcopal a la civil va provocar algunes distorsions com la partició de la Cerdanya i del Penedès, o la inclusió de l'Alt Maresme a Barcelona.

### Regions i vegueries

Regions de Catalunya entre 1936 i 1939

Vegueries proposades en l'informe Roca l'any 2001

Les divisions territorials uniformistes implantades per l'estat liberal espanyol no han estat assumides pel catalanisme polític. El 1820, durant les discussions sobre la divisió provincial, la Diputació de Catalunya propugnava la creació de sis districtes: Catalunya meridional (Tarragona), Planes de Lleida, Alt Pirineu (la Seu d'Urgell), Catalunya Central (Manresa), Catalunya Oriental (Girona) i Regió de Barcelona.
El 1914 es va constituir la Mancomunitat de Catalunya que incloïa les quatre províncies i va anar assumint les competències de les diputacions.
El 1931, la Generalitat va crear la Ponència de la Divisió Territorial que va dur a terme una recerca documental exhaustiva i una àmplia enquesta als ajuntaments sobre les relacions econòmiques i el grau de consciència comarcal. Com a resultat Catalunya es va dividir en trenta-vuit comarques i nou regions numerades de I a IX, divisió que va ser efectiva entre 1936 i 1939. Encara que la ponència recomanava la recuperació del nom històric de vegueria, i de fet va ser adoptat el 1937, ha perdurat per aquest període el nom de regió.
El 1995, el Pla territorial general de Catalunya defineix set àmbits funcionals territorials per a l'organització dels serveis de la Generalitat.
Per encàrrec del Parlament de Catalunya, una comissió presidida per Miquel Roca va elaborar, el 2001, l'Informe sobre la revisió del model d'organització territorial de Catalunya, conegut com l'Informe Roca. La seva proposta és la constitució de sis vegueries i una sotsvegueria que assumeixin les funcions provincials. La proposta queda consolidada al nou Estatut de 2006, encara que el mapa de vegueries no està tancat.

### Comarques

Proposta de comarcalització de Catalunya feta per Pau Vila l'any 1931

La divisió comarcal és una organització territorial específica de Catalunya amb una tradició històrica remarcable encara que administrativament va ser efectiva per primer cop el 1936.
Inicialment una comarca era una terra de frontera. Amb el temps va passar a ser un territori natural amb una identificació popular. Cap al 1600 el jesuïta Pere Gil i Estalella deia que al territori català s'identifiquen vit-i-set "parts", "climes" o "comarques", i la major part dels noms coincideixen amb els actuals. Durant la Renaixença l'exaltació del territori propi va comportar la reivindicació de la comarca com a fórmula d'estructuració de Catalunya. En termes polítics es va traduir en una de les bases de Manresa on s'establia l'objectiu d'organitzar Catalunya en comarques naturals.

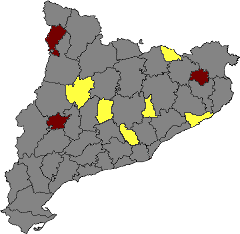
Comarques noves:
Vermell: aprovades el 1988
Groc: reivindicades

Com a resultat de la Ponència de la Divisió Territorial es va aprovar la divisió comarcal de 1936 amb trenta-vuit comarques. Després del franquisme el 1987 es va reinstaurar el mapa comarcal del 1936 deixant oberta la possibilitat de modificacions a petició dels municipis. El 1988 es van reconèixer tres noves comarques: el Pla d'Urgell segregat del Segrià, les Garrigues, l'Urgell i la Noguera, el Pla de l'Estany segregat del Gironès i l'Alta Ribagorça segregada del Pallars Jussà. El 1990 es va canviar d'adscripció comarcal una vintena de municipis.
El 2001 l'informe Roca proposava la creació de sis noves comarques: 
- l'Alta Segarra, al voltant de Calaf, segregada de l'Anoia, la Segarra i el Solsonès,
- el Baix Llobregat Nord, al voltant de Martorell, segregat del Baix Llobregat, de l'Anoia i de l'Alt Penedès,
- el Moianès, al voltant de Moià, segregat del Bages i del Vallès Oriental,
- el Segre Mitjà, al voltant de Ponts, segregat de la Noguera i de part l'Alt Urgell,
- la Selva Marítima, al voltant de Blanes, segregada de la Selva i el Maresme,
- la Vall de Camprodon, al voltant de Camprodon, segregada del Ripollès.

Aquesta proposta recull diferents reivindicacions, però no s'ha posat en pràctica.
El 2015 el Parlament de Catalunya aprovà la creació de la comarca del Moianès, segregada del Bages, d'Osona i del Vallès Oriental, constituint-se en la 42a comarca. El 2023, el Parlament de Catalunya va aprovar la nova comarca del Lluçanès, amb vuit municipis segregats d'Osona i un municipi segregat del Bages, passant a ser la 43a comarca.

### Municipis
Vegeu la Llista de municipis de Catalunya.
El mapa municipal de Catalunya és complex tant en la mateixa delimitació territorial, amb moltes disfuncions i enclavaments, com per les grans diferències en extensió i població. Més de la meitat dels municipis no arriben als 1.000 habitants i només uns 130 superen els 10.000 habitants. Quant a superfície 52 municipis tenen més de 100 km² (d'aquests n'hi ha set amb més de 200 km²: Tremp, Tortosa, Tivissa, Lleida, Vielha, la Vall de Boí i Naut Aran) i 41 tenen menys de 5 km².
Un de cada setanta catalans viu en un poble de menys de 500 habitants, aquests pobles representen el 50% del territori (11.104 km²) i dels 946 ajuntaments de Catalunya en són 334 (33,4%).
L'evolució del nombre de municipis és descendent. L'any 1810 n'hi havia 2074 i l'any 1900 eren 1074. A partir del 1960, a conseqüència de l'èxode rural, es va impulsar un procés de reduccions que va comportar la reducció forçada de bon nombre de municipis d'alta muntanya. L'any 1979 eren 934 municipis. Les lleis del Parlament fomenten la fusió i reducció del nombre de municipis, però entre 1979 i 1999 se n'han creat 12 nous, la majoria amb sentències judicials, i hi ha més demandes de segregació que d'agregació. El 2007 el nombre de municipis es manté en 946. L'Informe Roca (2000) proposava la reducció a 758 suprimint els municipis amb menys de 250 habitants, però no s'ha dut a terme.
Els ajuntaments poden organitzar el terme municipal en districtes, i dins del terme es poden crear entitats municipals descentralitzades amb certes funcions autònomes.
Els municipis es poden associar a nivell subcomarcal segons dues figures de gestió:
- La mancomunitat de municipis, regulada per llei local per oferir de manera conjunta determinats serveis.
- El consorci, format conjuntament per ajuntaments i entitats locals sense finalitat de lucre.